# ابراهیم هنانو
ابراهیم هَنانُو (زاده ۱۲۸۶ برابر با ۱۸۶۹ در القریا – درگذشته ۲۴ شعبان ۱۳۵۴ برابر با ۲۱ نوامبر ۱۹۳۵ در کفر تخاریم) (نسب: ابوطارق ابراهیم بن سلیمان آغا هنانو) سیاستمدار کُرد اهل سوریه و یکی از رهبران انقلاب‌های سوریه ضد قیمومت فرانسه بر سوریه و لبنان بوده‌است.